# Lumber City (Pensilvania)
Lumber City es un borough ubicado en el condado de Clearfield en el estado estadounidense de Pensilvania. En el año 2000 tenía una población de 86 habitantes y una densidad poblacional de 12 personas por km².

## Geografía
Lumber City se encuentra ubicado en las coordenadas 40°55′57″N 78°34′48″O / 40.93250, -78.58000.

## Demografía
Según la Oficina del Censo en 2000 los ingresos medios por hogar en la localidad eran de $41,875 y los ingresos medios por familia eran $47,813. Los hombres tenían unos ingresos medios de $31,875 frente a los $20,000 para las mujeres. La renta per cápita para la localidad era de $15,655. Alrededor del 10% de la población estaba por debajo del umbral de pobreza.